# パンパカ天国
『パンパカ天国』（パンパカてんごく）は、1968年4月5日から同年6月14日まで日本テレビ系列局で放送されていた読売テレビ製作のバラエティ番組である。久光製薬の一社提供。全11回。放送時間は毎週金曜 19:00 - 19:30 （日本標準時）。

## 概要
前番組『スターもびっくり ものまね大行進』から引き続き漫画トリオが司会を務めていた番組で、彼らによる芸とコントのコーナー、そしてゲスト歌手による歌のコーナーなどで構成されていた。他に、毎回泉アキ、黛ジュン、中村晃子、小川知子の中から1人がサブ司会として出演していた。
タイトルの「パンパカ」は、漫画トリオのギャグ「パンパカパーン、今週のハイライト！」に因む。

## 放送リスト
| 回 | 放送日 （1968年） | サブタイトル         |
| -- | ----------------- | -------------------- |
| 1  | 4月5日            | 誕生バンザーイ       |
| 2  | 4月12日           | ケメコバンザーイ     |
| 3  | 4月19日           | ハートでバンザーイ   |
| 4  | 4月26日           | アンチバンザーイ     |
| 5  | 5月3日            | 地獄バンザーイ       |
| 6  | 5月10日           | 踊ってバンザーイ     |
| 7  | 5月17日           | われらハレンチ高校生 |
| 8  | 5月24日           | （サブタイトル不明） |
| 9  | 5月31日           | 宣伝時代             |
| 10 | 6月7日            | 女は強い！           |
| 11 | 6月14日           | チャンピオン大会     |

参考：『読売新聞縮刷版』読売新聞社、1968年4月5日 - 同年6月14日付のラジオ・テレビ欄。